# マウレン
マウレン（標準ドイツ語：Mauren, アレマン語（リヒテンシュタイン方言）：Mura（ムーラ））は、リヒテンシュタインの基礎自治体である。

## 地勢
2021年の調査によると、人口は4,496人。面積は7.45km2。
域内に鉄道は通っておらず、最寄り駅は首都のシャーン・ファドゥーツ駅となる。

## 歴史
1178年に古代ラテン語の｢ムーロン｣（Muron）として初めて文書で記述された。